# Bahnhof Brest-Aspe

Brest-Aspe ist ein eingleisiger Haltepunkt an der Bahnstrecke Bremerhaven-Wulsdorf–Buchholz und liegt im Bereich des HVV. Der Bahnhof befindet sich nördlich von Brest und südöstlich von Aspe in einer eigenen Siedlung und gehört zur Gemeinde Brest. Er liegt an der Straße Zum Bahnhof (K 58). Zudem war der Bahnhof der Endpunkt der schmalspurigen Bevertalbahn. Das alte Empfangsgebäude und die Bahnhofsallee stehen laut dem Denkmalatlas Niedersachsen unter Denkmalschutz.

## Geschichte
Im Februar 1902 wurde die Bahnstrecke Bremerhaven-Wulsdorf–Buchholz „als vollspurige Nebenbahn mit den Stationen Bargstedt, Beckdorf, Brest-Aspe, Drestedt, Harsefeld, Hollenstedt, Kutenholz, Sprötze Nord und Staersbeck-Moisburg für den Personen-, Gepäck-, Eilgut-, Frachtstückgut-, Wagenladungs-, Vieh- und Privat-Depeschenverkehr in Betrieb genommen“. In dieser Zeit entstand auch der Bahnhof Brest-Aspe. Die Bahnstrecke wurde in Bremervörde an die Bahnstrecke Bremerhaven-Wulsdorf–Buchholz angeschlossen. Zum 26. Mai 1968 wurde der Personalverkehr zwischen Bremerhaven und Buchholz eingestellt.
Nach der Fusion der Eisenbahnen- und Verkehrsbetriebe Elbe-Weser (EVB) mit der Buxtehuder-Harsefelder Eisenbahn und der Übernahme der DB-Strecke Bremerhaven–Buchholz stellte die EVB zum 26. September 1993 den Fahrplan um und ließ die Personenzüge von Bremerhaven nicht mehr nach Stade, sondern nach Buxtehude verkehren. So fand auch in Brest-Aspe wieder Personenverkehr statt.
Bis 2007/08 verkehrten die Züge der EVB bis nach Neugraben (Anschluss an die S-Bahn Hamburg), aber dann wurde die S-Bahn-Linie S 3 bis nach Stade verlängert und die EVB fuhr nur noch bis nach Buxtehude (Anschluss an die S 3).
Der Bahnhof hat einen Seitenbahnsteig, vier Parkplätze und 14 Fahrradständer.

## Bevertalbahn
Der Bahnhof Brest-Aspe war der Endpunkt der so genannten Bevertalbahn, einer Feldbahn, die dem Transport von Rohstoffen diente. Durch eine spezielle Weiche wurde die Feldbahn von der Bahnstrecke Bremerhaven-Wulsdorf–Buchholz abgezweigt. Es waren mehrere Fahrzeuge vorhanden:
- Deutz OMZ (Typ 117 F)
- LKM Ns 2
- Kröhnke Lorenknecht (Bj. 1955, Typ 10617, 14 PS)
- O&K RL 1 c

Zudem ist ein Muldenkipper erhalten, der um 1910 gebaut wurde. Am 29. März 1992 wurde er von der Aumühler Feldbahn übernommen. Zuletzt wurde er in der Ziegelei in Lamstedt benutzt.

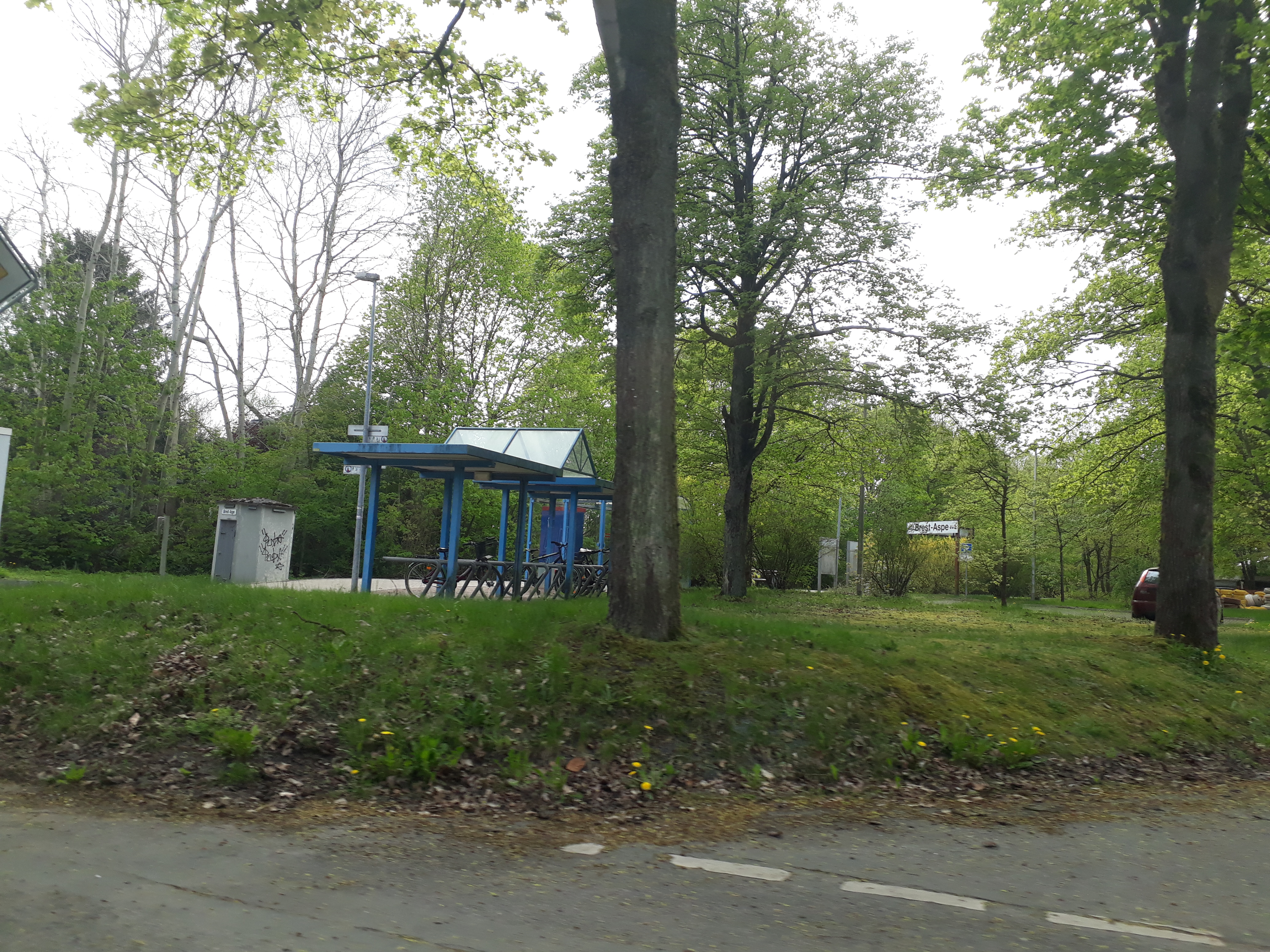
Heutiger Bahnhof

Nachdem die Bahn am 15. Oktober 2011 geschlossen worden war, wurden die Lokomotiven an ein Museum in Osnabrück veräußert.
Benannt war die Bahn nach dem Tal des Flusses Bever, der durch die Gemeinde Brest fließt und in die Oste mündet.

## Trivia
Teile des Filmes „13 kleine Esel und der Sonnenhof“ wurden am Bahnhof Brest-Aspe gedreht.

## Bahnlinien
- RB 33: Buxtehude – Brest-Aspe – Bremervörde – Bremerhaven-Lehe, jede Stunde